# 維亞濟馬河
維亞濟馬河是俄羅斯的河流，位於斯摩棱斯克州，屬於第聶伯河的左支流，河道全長147公里，流域面積1,350平方公里，發源自維亞濟馬以北20公里，河畔城鎮有維亞濟馬。